# 南鱸
南鱸為輻鰭魚綱鱸形目鱸亞目南鱸科的其中一種，分布於亞洲巴基斯坦至泰國淡水、半鹹水流域，本魚頭小，背部拱起，體色為黃褐色，身體佈有數個深色斑塊，魚鰭數有數列黑色點紋，體長可達20公分，成魚棲息在水流緩慢的溪流、溝渠、水塘及泛濫區，屬肉食性，以蠕蟲、昆蟲和其他魚類為食，繁殖期時，雌魚可一次產約300顆卵，為食用魚及觀賞魚。